# Liste der Baudenkmale in Putlitz
In der Liste der Baudenkmale in Putlitz sind alle Baudenkmale der brandenburgischen Stadt Putlitz und ihrer Ortsteile aufgelistet. Grundlage ist die Veröffentlichung der Landesdenkmalliste mit dem Stand vom 31. Dezember 2020.

## Baudenkmale in den Ortsteilen
In den Spalten befinden sich folgende Informationen:
- ID-Nr.: Die Nummer wird vom Brandenburgischen Landesamt für Denkmalpflege vergeben. Ein Link hinter der Nummer führt zum Eintrag über das Denkmal in der Denkmaldatenbank. In dieser Spalte kann sich zusätzlich das Wort Wikidata befinden, der entsprechende Link führt zu Angaben zu diesem Denkmal bei Wikidata.
- Lage: die Adresse des Denkmales und die geographischen Koordinaten. Link zu einem Kartenansichtstool, um Koordinaten zu setzen. In der Kartenansicht sind Denkmale ohne Koordinaten mit einem roten beziehungsweise orangen Marker dargestellt und können in der Karte gesetzt werden. Denkmale ohne Bild sind mit einem blauen bzw. roten Marker gekennzeichnet, Denkmale mit Bild mit einem grünen beziehungsweise orangen Marker.
- Bezeichnung: Bezeichnung in den offiziellen Listen des Brandenburgischen Landesamtes für Denkmalpflege. Ein Link hinter der Bezeichnung führt zum Wikipedia-Artikel über das Denkmal.
- Beschreibung: die Beschreibung des Denkmales
- Bild: ein Bild des Denkmales und gegebenenfalls einen Link zu weiteren Fotos des Baudenkmals im Medienarchiv Wikimedia Commons

### Krumbeck
| ID-Nr.   | Lage                    | Bezeichnung                                       | Beschreibung | Bild                                              |
| -------- | ----------------------- | ------------------------------------------------- | ------------ | ------------------------------------------------- |
| 09160332 | Menthiner Straße (Lage) | Gedenktafel für die Opfer des Todesmarschs (1945) |              | Gedenktafel für die Opfer des Todesmarschs (1945) |

### Laaske
| ID-Nr.   | Lage                                           | Bezeichnung | Beschreibung | Bild               |
| -------- | ---------------------------------------------- | --- | ------------ | ------------------ |
| 09160226 | Laasker Dorfstraße 21-24, Schienenweg 1 (Lage) | Gutsanlage, bestehend aus Gutshaus, Brennerei, zwei Wirtschaftsgebäuden, zwei Wohn- und Wirtschaftsgebäuden sowie Gutspark |              | weitere Bilder     |
| 09160227 | Laasker Dorfstraße ()                          | Ziehbrunnen |              | ein Bild hochladen |

### Lockstädt
| ID-Nr.            | Lage                 | Bezeichnung                    | Beschreibung | Bild                           |
| ----------------- | -------------------- | ------------------------------ | ------------ | ------------------------------ |
| 09160302 Wikidata | Dorfstraße (Lage)    | Dorfkirche                     |              | weitere Bilder                 |
| 09160303          | Dorfstraße 1 (Lage)  | Wohnhaus                       |              | Wohnhaus                       |
| 09160304          | Dorfstraße 28 (Lage) | Wohnhaus                       |              | Wohnhaus                       |
| 09161105          | L 102 (Lage)         | Wegweiser, östlich vor dem Ort |              | Wegweiser, östlich vor dem Ort |
| 09161106          | Kietz (Lage)         | Wegweiser, an der Ecke Kuhberg |              | Wegweiser, an der Ecke Kuhberg |
| 09161107          | Kietz (Lage)         | Wegweiser, gegenüber Kietz 14  |              | Wegweiser, gegenüber Kietz 14  |
| 09160305          | Kietz 12 (Lage)      | Wohnhaus                       |              | Wohnhaus                       |

### Mansfeld
| ID-Nr.   | Lage                                          | Bezeichnung                                                        | Beschreibung | Bild           |
| -------- | --------------------------------------------- | ------------------------------------------------------------------ | ------------ | -------------- |
| 09162017 | Mansfelder Straße, Gottfried-BennPlatz (Lage) | Spritzenhaus                                                       |              | BW             |
| 09161109 | Mansfelder Straße (Lage)                      | Wegweiser, am Abzweig Mansfelder Straße 31-33, südlich vor dem Ort |              | BW             |
| 09161108 | Mansfelder Straße (Lage)                      | Wegweiser, vor Mansfelder Straße 60                                |              | BW             |
| 09160309 | Mansfelder Straße 10 (Lage)                   | Dorfkirche Mansfeld                                                |              | weitere Bilder |
| 09160310 | Mansfelder Straße ()                          | Distanzsäule                                                       |              | Distanzsäule   |
| 09160311 | Mansfelder Straße 53 (Lage)                   | Wohnhaus                                                           |              | Wohnhaus       |

### Nettelbeck
| ID-Nr.   | Lage                          | Bezeichnung                                                                                             | Beschreibung | Bild |
| -------- | ----------------------------- | --- | ------------ | --- |
| 09160330 | (Lage)                        | Dorfkirche Nettelbeck                                                                                   |              | weitere Bilder                                                                                          |
| 09160702 | Brennereistraße 6 (Lage)      | Wirtschaftshof des Guts, bestehend aus Brennerei, Landarbeiterhaus, „Logierhaus“ und Wirtschaftsgebäude |              | Wirtschaftshof des Guts, bestehend aus Brennerei, Landarbeiterhaus, „Logierhaus“ und Wirtschaftsgebäude |
| 09160331 | Carl-von-Jena-Straße ()       | Gedenktafel für die Opfer des Todesmarschs (1945)                                                       |              | Gedenktafel für die Opfer des Todesmarschs (1945)                                                       |
| 09160701 | Carl-von-Jena-Straße 7 (Lage) | Gutshaus                                                                                                |              | BW |

### Porep
| ID-Nr.   | Lage                     | Bezeichnung                                       | Beschreibung | Bild                                              |
| -------- | ------------------------ | ------------------------------------------------- | ------------ | ------------------------------------------------- |
| 09160445 | Schützenstraße 11 (Lage) | Gedenktafel für die Opfer des Todesmarschs (1945) |              | Gedenktafel für die Opfer des Todesmarschs (1945) |
| 09160444 | Luise-Ring 21 (Lage)     | Dorfkirche                                        |              | weitere Bilder                                    |
| 09160707 | Luise-Ring 19 (Lage)     | Wohnhaus                                          |              | Wohnhaus                                          |

### Putlitz
| ID-Nr.            | Lage                                                                               | Bezeichnung | Beschreibung | Bild |
| ----------------- | ---------------------------------------------------------------------------------- | --- | --- | --- |
| 09160508          | (Lage)                                                                             | Burgruine mit Bergfried und Wallanlage                                                                            | Die ehemalige Burg stammt aus dem 14. oder 15. Jahrhundert. Im Jahre 1806 wurden die Mauern abgebaut. Anfang des 20. Jahrhunderts wurde der Burgfried zu einem Aussichtsturm umgebaut.                                                     | weitere Bilder |
| 09160525          | ()                                                                                 | Steinbrücke über den Freudenbach, in der Putlitzer Heide                                                          | | ein Bild hochladen                                                                                                |
| 09160521          | Alte Post 1 (Lage)                                                                 | Burghöfer Herrenhaus mit Nebengebäude                                                                             | | Burghöfer Herrenhaus mit Nebengebäude                                                                             |
| 09160518          | An der Zeppelinscheune 27 (Lage)                                                   | Zeppelinscheune                                                                                                   | | Zeppelinscheune                                                                                                   |
| 09160110          | Burghof 9, Pritzwalker Straße (Lage)                                               | Burghof, bestehend aus Wirtschaftshof mit Inspektorenhaus, fünf Wirtschaftsgebäuden, Brennerei und Hofpflasterung | | Burghof, bestehend aus Wirtschaftshof mit Inspektorenhaus, fünf Wirtschaftsgebäuden, Brennerei und Hofpflasterung |
| 09160526          | Ernst-Thälmann-Straße (Lage)                                                       | Rathausplatz | | Rathausplatz |
| 09160509          | Ernst-Thälmann-Straße 1-46, Mühlentor 1, Karl-Marx-Straße 33, Jungfernstieg (Lage) | Bebauung Ernst-Thälmann-Straße bis Mühlentor 1 mit Platzanlage Rathaus und Stadtpfarrkirche                       | | Bebauung Ernst-Thälmann-Straße bis Mühlentor 1 mit Platzanlage Rathaus und Stadtpfarrkirche                       |
| 09160527          | Ernst-Thälmann-Straße (Lage)                                                       | Ehrenmal der antifaschistischen Widerstandskämpfer                                                                | | Ehrenmal der antifaschistischen Widerstandskämpfer                                                                |
| 09160522          | Ernst-Thälmann-Straße ()                                                           | Gedenktafel für die Opfer des Todesmarschs (1945)                                                                 | | Gedenktafel für die Opfer des Todesmarschs (1945)                                                                 |
| 09160510          | Ernst-Thälmann-Straße 1 (Lage)                                                     | Wohnhaus | | Wohnhaus |
| 09160511          | Ernst-Thälmann-Straße 2 (Lage)                                                     | Wohnhaus | | Wohnhaus |
| 09160729          | Ernst-Thälmann-Straße 8 (Lage)                                                     | Wohnhaus | | Wohnhaus |
| 09160512          | Ernst-Thälmann-Straße 9 (Lage)                                                     | Wohnhaus | | Wohnhaus |
| 09160513          | Ernst-Thälmann-Straße 14 (Lage)                                                    | Wohnhaus | | Wohnhaus |
| 09160514          | Ernst-Thälmann-Straße 35 (Lage)                                                    | Rathaus | Das Rathaus wurde Ende des 18. Jahrhunderts erbaut. Es ist ein Haus mit neun Achsen und einem Krüppelwalmdach. | Rathaus |
| 09160515          | Ernst-Thälmann-Straße 36 (Lage)                                                    | Apotheke | | Apotheke |
| 09160516          | Ernst-Thälmann-Straße 42 (Lage)                                                    | Wohnhaus mit Balkeninschrift                                                                                      | | Wohnhaus mit Balkeninschrift                                                                                      |
| 09160145          | Ernst-Thälmann-Straße 43 (Lage)                                                    | Wohnhaus | | Wohnhaus |
| 09160517 Wikidata | Jungfernsteg (Lage)                                                                | Stadtpfarrkirche St. Nikolai                                                                                      | Die evangelische Kirche wurde im Jahre 1854 erbaut. Der Turm wurde 1909 im neugotischen Stil erbaut, allerdings sind auch Elemente des Jugendstils sichtbar. 1988 wurde die baufällige Kirchturmspitze abgetragen. Sie wurde 2010 ersetzt. | weitere Bilder |
| 09160520          | Karstädter Chaussee ()                                                             | Bürgerpark | | Bürgerpark |
| 09160523          | Mühlentor 1 (Lage)                                                                 | Wassermühle | | Wassermühle |
| 09160524          | Parchimer Straße 2 (Lage)                                                          | Philippshöfer Gutshaus                                                                                            | Das Gutshaus wurde 1898 erbaut und war bis zum Ende des Zweiten Weltkriegs im Privatbesitz derer zu Putlitz. Heute ist in dem Haus eine Schule.                                                                                            | Philippshöfer Gutshaus                                                                                            |
| 09160519          | Pritzwalker Straße (Lage)                                                          | Gedenkstätte für britische Kriegsgefangene, auf dem Friedhof                                                      | | Gedenkstätte für britische Kriegsgefangene, auf dem Friedhof                                                      |

### Sagast
| ID-Nr.   | Lage              | Bezeichnung                                                                                | Beschreibung | Bild                                                                                       |
| -------- | ----------------- | ------------------------------------------------------------------------------------------ | ------------ | ------------------------------------------------------------------------------------------ |
| 09160557 | Dorfring 1 (Lage) | Vierseithof, bestehend aus Wohnhaus, drei Wirtschaftsgebäuden sowie Hühner- und Taubenhaus |              | Vierseithof, bestehend aus Wohnhaus, drei Wirtschaftsgebäuden sowie Hühner- und Taubenhaus |

### Telschow-Weitgendorf
| ID-Nr.   | Lage                            | Bezeichnung                                       | Beschreibung | Bild               |
| -------- | ------------------------------- | ------------------------------------------------- | ------------ | ------------------ |
| 09160582 | Telschower Landstraße (Lage)    | Dorfkirche Telschow                               |              | weitere Bilder     |
| 09161234 | Telschower Landstraße ()        | Gedenktafel für die Opfer des Todesmarschs (1945) |              | ein Bild hochladen |
| 09160583 | Telschower Landstraße 16 (Lage) | Wohnhaus                                          |              | BW                 |
| 09160584 | Telschower Landstraße 26 (Lage) | Wohnhaus                                          |              | BW                 |
| 09160586 | Hauptstraße ()                  | Gedenktafel für die Opfer des Todesmarschs (1945) |              | ein Bild hochladen |